# Issaba
Issaba è un arrondissement del Benin situato nella città di Pobè (dipartimento dell'Altopiano) con 22.382 abitanti (dato 2006).